# Pastorał

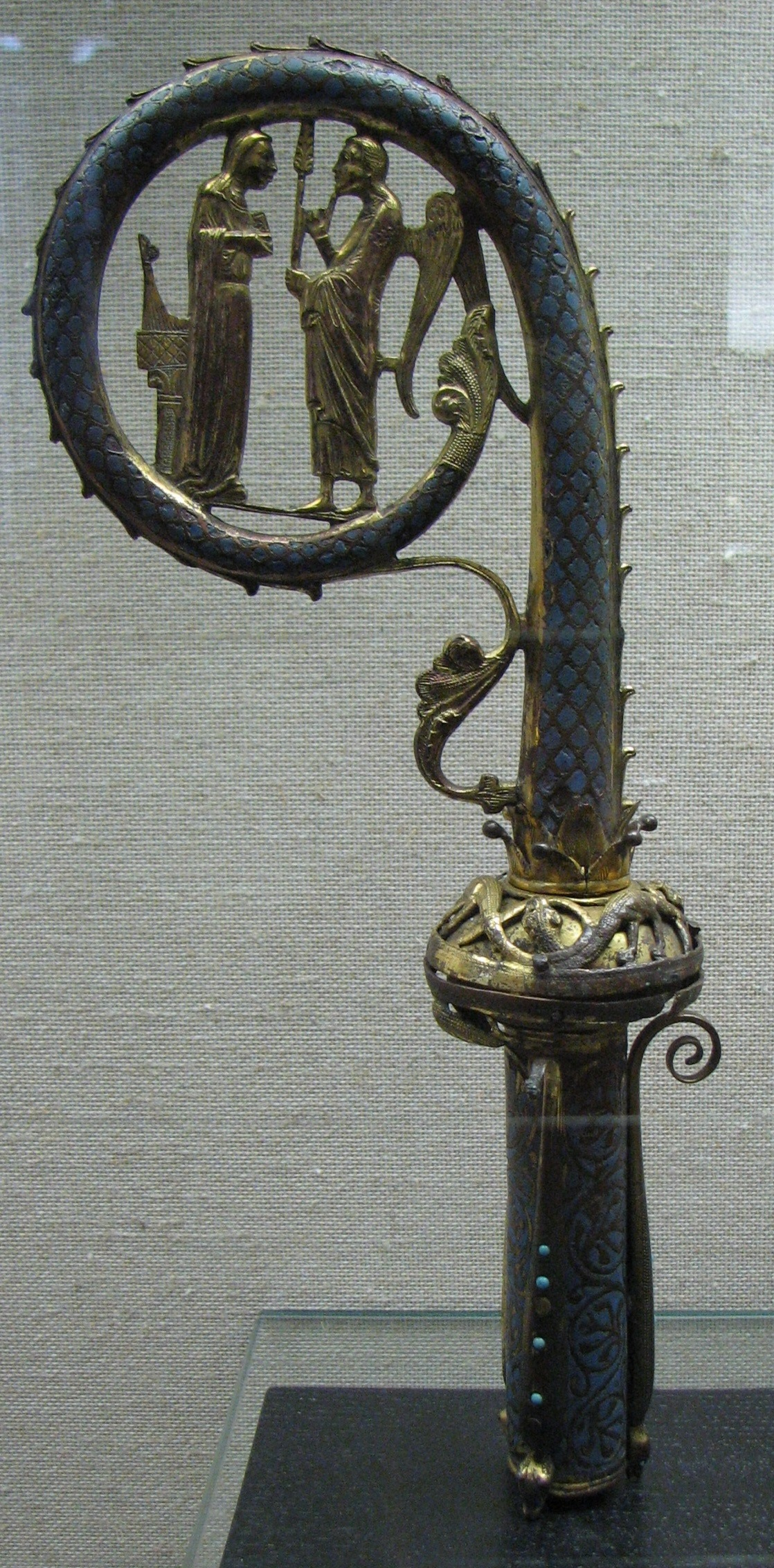
Pastorał łaciński

Pastorał, także w kościołach wschodnich jako żezł (łac. baculus pastoralis, dosł. „kij pasterski”) to w Kościołach chrześcijańskich atrybut biskupów, opatów i infułatów uprzywilejowanych (we wschodnim chrześcijaństwie: archimandrytów); długa, zdobiona laska o ślimakowato zwiniętym zakończeniu, nazywanym krzywaśnią lub z łaciny – kurwaturą. Pierwotnie był to po prostu krótki, zakrzywiony kij służący do podpierania się.
W Kościele łacińskim krzywaśń zwija się w formie ślimaka do środka; często też wewnątrz ślimaka znajdują się wyobrażenia świętych.
Od pastorału biskupa wcześniejsza była laska opata. Pierwszym opatem, który jej używał, był święty Kolumban (+615). Odtąd szybko się rozpowszechniała. Poza klasztorem używali jej biskupi, królowie i książęta – jako znaku władzy. Do liturgicznych insygniów biskupa pastorał zalicza się od XI wieku. Od XVI w. biskupi zwyczajowo noszą pastorał krzywaśnią na zewnątrz.
Opaci używają pastorału z krzywaśnią osłoniętą przezroczystym welonem, gdyż nie mają władzy pro foro externo, to znaczy poza ściśle określoną wspólnotą (na ogół klasztoru bądź zakonu). Pastorały opatów są znacznie skromniej zdobione, a noszą je oni krzywaśnią do wewnątrz.
Pastorał papieski, zwany też „ferula”, jest zakończony krzyżem.
Biskup może używać pastorału tylko na terenie diecezji, do której jest przypisany. Metropolita – na terenie metropolii. W pozostałych przypadkach muszą na to uzyskać zgodę ordynariusza miejscowego. Kardynał może używać pastorału wszędzie, nie pytając nikogo o zgodę (podobnie jak ze spowiadaniem).
W czasie pielgrzymki Jana Pawła II do Polski 1999, kiedy ten był chory, zastępujący go kardynał Angelo Sodano podczas mszy świętej na Błoniach używał papieskiego pastorału.

## Symbolika
Środkowa część pastorału oznacza podporę i symbolizuje służbę ludowi, stanowcze działanie w kierowaniu i rządzeniu wiernymi, w popieraniu ich i obronie oraz umacnianie wiary.
W dawniejszych czasach biskupi nie używali pastorału w czasie mszy św. żałobnych, co tłumaczyło się tym, że biskup nie ma władzy nad zmarłymi. Obecnie zasada ta nie wiadomo dlaczego (być może wskutek desuetudo) nie jest przestrzegana.

## Pastorał w Kościołach wschodnich
W Kościołach wschodnich pastorał funkcjonuje w dwóch odmianach:

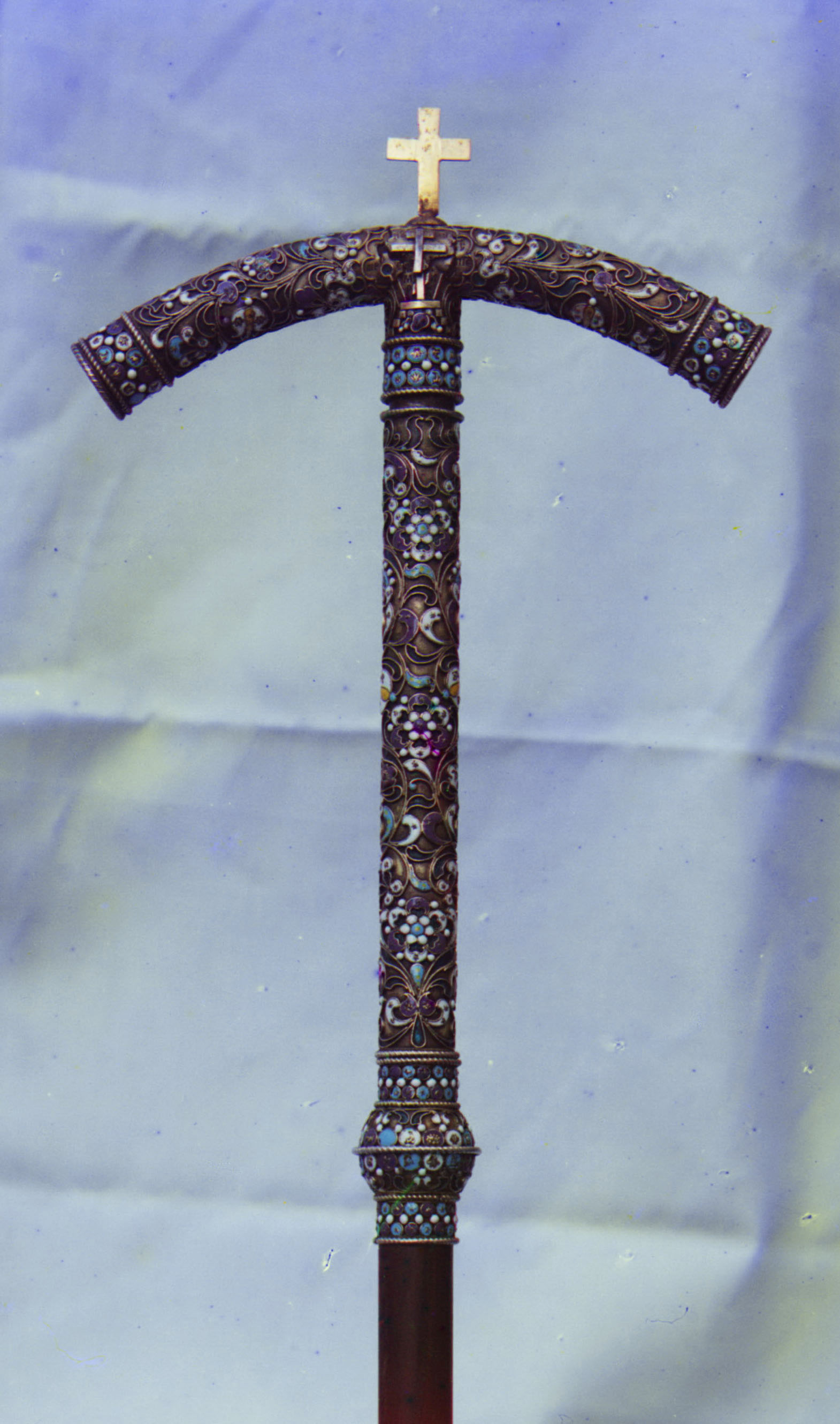
Pastorał wschodni starszego typu

- liturgicznej (gr. πατερίτσα, pateritsa, wym. paterica, słow. żezł) – używanej podczas nabożeństw. Jest to długa laska zakończona poprzeczną głowicą zwieńczoną kulą i krzyżem. Pierwotna forma, znana od VI w., miała głowicę w kształcie greckiej litery Tau, z dwoma prostymi ramionami wygiętymi w dół, oszczędnie zdobioną. Obecnie pastorałów o tym kształcie używają zwierzchnicy prawosławnych monasterów (archimandryci i ihumeni). Od XVI-XVII w. głowica pastorału przybiera kształt dwóch węży wyginających się w górę i patrzących na krzyż, co ma wyrażać nakaz Chrystusa: Bądźcie roztropni jak węże! Tej formy pastorału powszechnie używają obecnie prawosławni biskupi.

- pozaliturgicznej (gr. ράβδος, rabdos, słow. posoch) – używanej przez biskupów przy oficjalnych wystąpieniach. Jest to znacznie krótsza laska zakończona rozszerzającą się ku górze ozdobną głowicą i gałką.

Nazw „żezł” i „posoch” często jednak używa się zamiennie.
Specyficznym elementem pastorałów biskupów rosyjskich (oraz w cerkwiach będących pod wpływem ruskiej tradycji) jest tak zwany sułok. Jest to przybranie składające się z dwóch płatów tkaniny nałożonych jeden na drugi i umocowanych pod głowicą. Ma on znaczenie praktyczne związane z chłodnym klimatem; górny płat chronił dłonie biskupa od mroźnego powietrza, dolny – od zimnego metalu pastorału.
W Kościołach przedchalcedońskich pastorały mają różne formy. Pastorały koptyjskie, jakobickie i etiopskie mają formę grecką, ormiańskie – łacińską, a asyryjskie – łacińską lub grecką w zależności od lokalnych zwyczajów.